# Donji Kozji Dol
Donji Kozji Dol (em cirílico: Доњи Козји Дол) é uma vila da Sérvia localizada no município de Trgovište, pertencente ao distrito de Pčinja, na região de Pčinja. A sua população era de 90 habitantes segundo o censo de 2011.

## Demografia
| 1948 | 1953 | 1961 | 1971 | 1981 | 1991 | 2002 | 2011 |
| ---- | ---- | ---- | ---- | ---- | ---- | ---- | ---- |
| 564  | 564  | 475  | 327  | 264  | 270  | 291  | 90   |